# DESECRAVITY
DESECRAVITY（デセクラヴィティ）は、2007年に結成された日本のテクニカル・デスメタルバンド。アメリカのウィローティプ・レコード （Willowtip Records）から3枚のフルアルバムを発表している。

## ディスコグラフィ

### アルバム
- 2012年 Implicit Obedience
- 2014年 Orphic Signs
- 2019年 Anathema